# كوداكية ريفية
كوداكية ريفية (الاسم العلمي: Codakia reevei) هي نوع من الحيوانات تتبع جنس الكوداكية من فصيلة اللوسينات.